# RTP Unia Racibórz
 RTP Unia Racibórz – kobiecy klub piłki nożnej z Raciborza działający w latach 2000–2013. Występował w krajowych rozgrywkach od 2003 roku, początkowo jako sekcja żeńska Unii Racibórz, a od 2008 roku jako niezależny klub. Zdobył pięciokrotnie mistrzostwo Polski (w sezonie 2008/2009, 2009/2010, 2010/2011, 2011/2012 oraz 2012/2013), trzykrotnie Puchar Polski (2009/2010, 2010/2011 i 2011/2012) oraz czterokrotnie mistrzostwo Polski w rozgrywkach halowych (2008, 2009, 2011, 2012).

## Historia

### Początki
Początki klubu wiążą się z jego trenerem, a zarazem prezesem i sponsorem Remigiuszem Trawińskim, który wcześniej, od roku 2000 był prezesem Unii Racibórz, prowadzącej wtedy jedynie męskie drużyny. Jego dwie córki wraz z koleżankami, chcąc również trenować piłkę nożną wyszły z inicjatywą założenia kobiecego zespołu. Trawiński przystał na ten pomysł i w ten sposób utworzona została kobieca sekcja klubu, licząca około 40 zawodniczek. Początkowo nie startowały jednak w żadnych poważnych zawodach.

### Start w rozgrywkach i droga do Ekstraligi
W sezonie 2002/2003 Unia Racibórz przejęła kobiecy zespół RKP Rybnik, który po rundzie jesiennej wycofał się z rozgrywek. Od rundy wiosennej tego sezonu Unitki przystąpiły więc do gry w II lidze, w grupie śląskiej, przejmując jesienny dorobek drużyny z Rybnika (zespół zajmował trzecie miejsce w tabeli ze stratą ośmiu punktów do pozycji lidera, dającej możliwość gry w barażach o I ligę). Trenerem został Remigiusz Trawiński. Sezon ten raciborzanki zakończyły na piątym, przedostatnim miejscu w tabeli, zdobywając wiosną tylko pięć punktów.
Rok później, startując tym razem w grupie opolskiej były o krok do awansu do baraży o udział w najwyższej klasie rozgrywkowej, ustępując w tabeli niekorzystnym bilansem bramkowym Unii Opole. Awans przyszedł sezon później (ponownie Unitki zrównały się w tabeli z Unią Opole, tym razem jednak bilans bramkowy był na korzyść zespołu z Raciborza), ale ze względu na zmianę w organizacji rozgrywek, I liga do której awansowały Unitki, znów była tylko zapleczem najwyższej klasy rozgrywkowej w Polsce. W tym samym sezonie udało się także awansować ze szczebla regionalnego do rozgrywek Pucharu Polski, gdzie jednak już w pierwszej rundzie (1/8 finału) zespół przegrał 2:7 z ówczesnym mistrzem Polski, AZS Wrocław. W kolejnym sezonie Unia zajęła drugie miejsce w tabeli grupy południowej I ligi, ale do pierwszego miejsca premiowanego barażami o awans zabrakło 13 punktów. Za to w Pucharze Polski zawodniczki dotarły aż do półfinału, choć w 1/8 i 1/4 awans uzyskały dzięki walkowerom.
Sezon 2006/2007 przyniósł awans do Ekstraligi. Zawodniczki Unii zdominowały rozgrywki w swojej grupie, wygrywając wszystkie 20 spotkań i uzyskując 26 punktów przewagi nad drugim zespołem w tabeli, a w spotkaniu barażowym rozegranym na boisku w Rudach nie dały szans Sparcie Lubliniec, wygrywając 3:0. W Pucharze swą grę raciborzanki zakończyły na ćwierćfinale.
W sezonie 2007/2008 piłkarki Unii zagrały już w Ekstralidze. Premierowe spotkanie 2 września 2007 roku z Medykiem Konin na stadionie przy ulicy Srebrnej w Raciborzu retransmitowane było w telewizji TVP 3 Katowice. Mecz, rozegrany przy udziale 800 widzów, w tym przedstawicieli PZPN-u oraz lokalnych władz samorządowych zakończył się porażką zespołu 1:3. Pierwsze zwycięstwo w Ekstralidze przyszło natomiast kolejkę później, kiedy to Unia pokonała na wyjeździe Gol Częstochowa 3:0. Po rozegraniu całej rundy jesiennej drużyna trenera Trawińskiego plasowała się na dobrej, trzeciej pozycji w tabeli. Miejsce to utrzymała także po rundzie wiosennej, zapewniając sobie pewne utrzymanie i pierwsze w historii medale mistrzostw Polski. Niewiele zabrakło również do zdobycia Pucharu Polski, gdzie raciborzanki uległy dopiero w finale przegrywając po dogrywce z Medykiem Konin 3:4. Początek roku 2008 przyniósł też zmiany organizacyjne. W styczniu zespół przestał być sekcją Unii Racibórz i stał się niezależnym klubem.

### Zwycięstwa w rozgrywkach krajowych i starty w europejskich pucharach

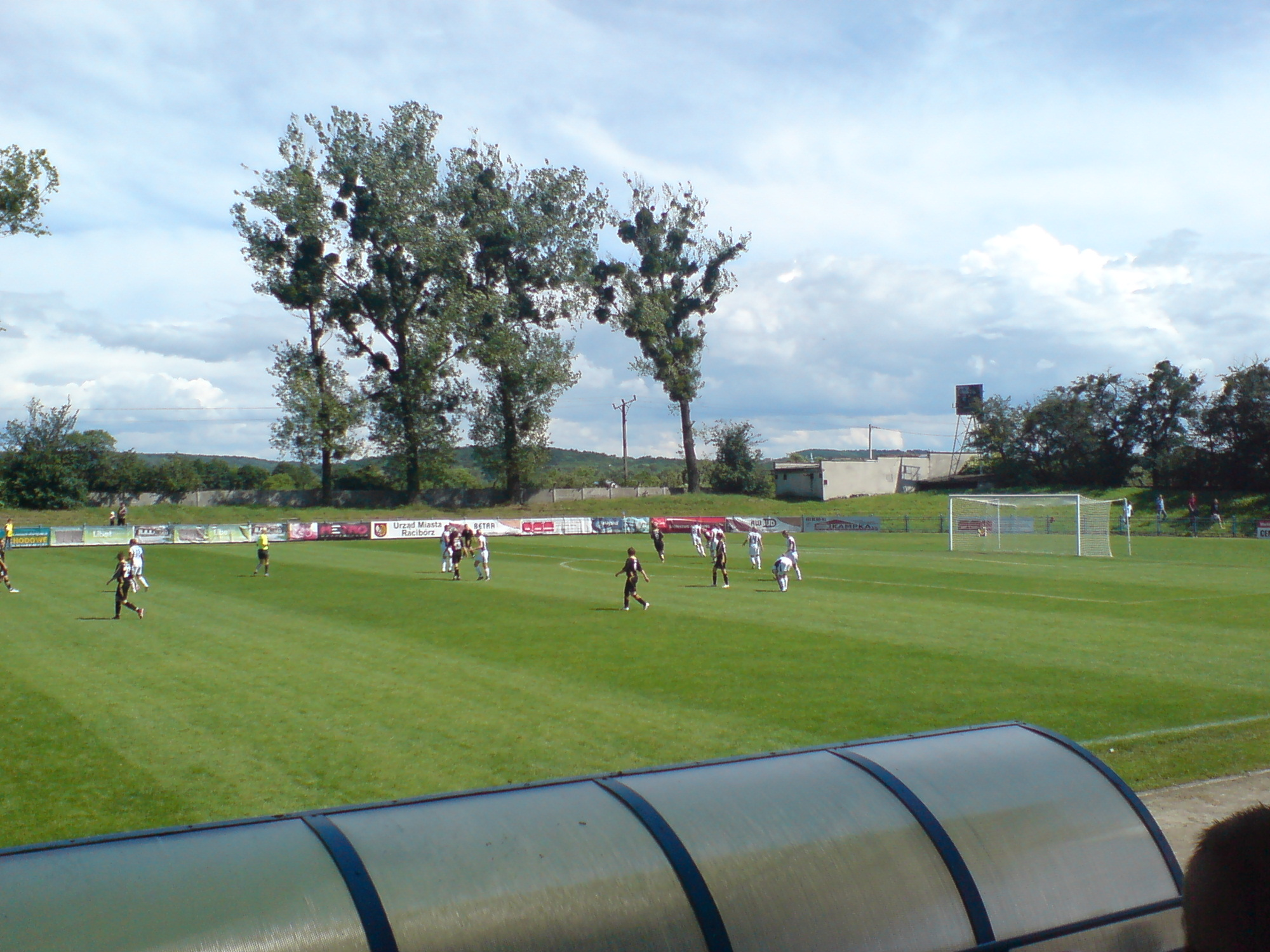
Półfinał Pucharu Polski 2008/2009 Unia Racibórz – AZS Wrocław (0:2)

W sezonie 2008/2009 Unitki po raz pierwszy sięgnęły po mistrzostwo Polski, przerywając passę ośmiu z rzędu zdobytych tytułów przez AZS Wrocław. Raciborzanki tytuł zapewniły sobie na kolejkę przed końcem, pokonując 1:0 na wyjeździe właśnie wrocławski AZS. Zawodniczka Unii, Patrycja Wiśniewska z dorobkiem 29 bramek zdobyła tytuł królowej strzelczyń ligi. W Pucharze jednak już po raz trzeci na drodze do tytułu stanęły wrocławianki, w półfinale ogrywając w Raciborzu Unię 2:0. Dodatkowo, na rozegranym 13 grudnia 2008 roku turnieju w Koninie Unitki zdobyły halowe mistrzostwo Polski.
Sukces otworzył drużynie z Raciborza drogę do startu w Lidze Mistrzów od 1/16 finału w kolejnym sezonie. Po sezonie zespół opuścił także przestarzały i nieestetyczny obiekt przy ul. Srebrnej 12 i swoje spotkania ligowe rozgrywała odtąd na stadionie miejskim OSiR-u, który przeszedł także skromną modernizację.
Start w Lidze Mistrzów na początku kolejnego sezonu nie był udany. Przeciwnikiem Unii w 1/16 miał być mistrz Austrii, SV Neulengbach. Pierwsze spotkanie w Raciborzu przyciągnęło na stadion około 4200 widzów, co dało rekord Polski we frekwencji na meczu piłki nożnej kobiet, a transmisję na żywo ze spotkania przeprowadziła TVP 3 Katowice. Mimo niezłej gry, błędy przyczyniły się do porażki 1:3 co stawiało drużynę niemal na straconej pozycji w kontekście awansu do kolejnej rundy. W rewanżu ambitna postawa pozwoliła na wygraną 1:0, lecz było to za mało do awansu. Pozostał niedosyt po błędach i niewykorzystanych sytuacjach bramkowych w całym dwumeczu.
W Ekstralidze Unitkom udało się obronić tytuł mistrza kraju i w sezonie 2010/2011 stanęły przed kolejną szansą gry w Lidze Mistrzów. Królową strzelczyń po raz drugi została zawodniczka z Raciborza. Tym razem była to Anna Sznyrowska (24 bramki w sezonie). Po raz pierwszy w historii udało się także zdobyć Puchar Polski. W finale w Kutnie raciborzanki nie dały szans Pogoni Women Szczecin, rozgramiając przeciwniczki 7:1. W grudniu 2009 roku obroniony został także tytuł halowego mistrza Polski.
W swym drugim podejściu w Lidze Mistrzów Unitki w 1/16 finału trafiły na duńskie Brøndby IF, przeciwnika znacznie silniejszego od SV Neulengbach. Zespół mimo to z wiarą podszedł do rywalizacji. Pierwszy mecz znów rozegrany został w Raciborzu. Transmitowany był na kanałach TVP 3 Katowice oraz TVP Sport. Spotkanie, rozgrywane przy 3-tysięcznej publiczności rozpoczęło się bardzo dobrze dla mistrzyń Polski. W 37 minucie Agnieszka Winczo wyprowadziła zespół na prowadzenie, które utrzymało się do końca pierwszej połowy. Jednak po przerwie grę coraz częściej prowadziły Dunki, co zaprocentowało dwoma bramkami strzelonymi w 54 i 67 minucie. Po drugiej bramce dla Brøndby drużyna gości coraz mocniej naciskała, ale wynik nie uległ już zmianie. W rewanżu, podobnie jak rok wcześniej Unitki odniosły zwycięstwo 1:0, lecz w dwumeczu musiały uznać wyższość rywalek, które awansowały dzięki większej ilości bramek strzelonych na wyjeździe. W pierwszej połowie Dunki miały przewagę, ale to polski zespół po jednej z kontr zdobył bramkę. W siódmej minucie po szybkiej wymianie podań Marta Stobba uderzeniem z 18 metrów zaskoczyła bramkarkę gospodyń. Druga połowa była bardziej wyrównana. W 57 minucie po strzale Anny Żelazko piłkarki Brøndby wybiły piłkę z linii bramkowej. Mimo wielu prób, drugiej, potrzebnej do awansu bramki nie udało się już jednak zdobyć.

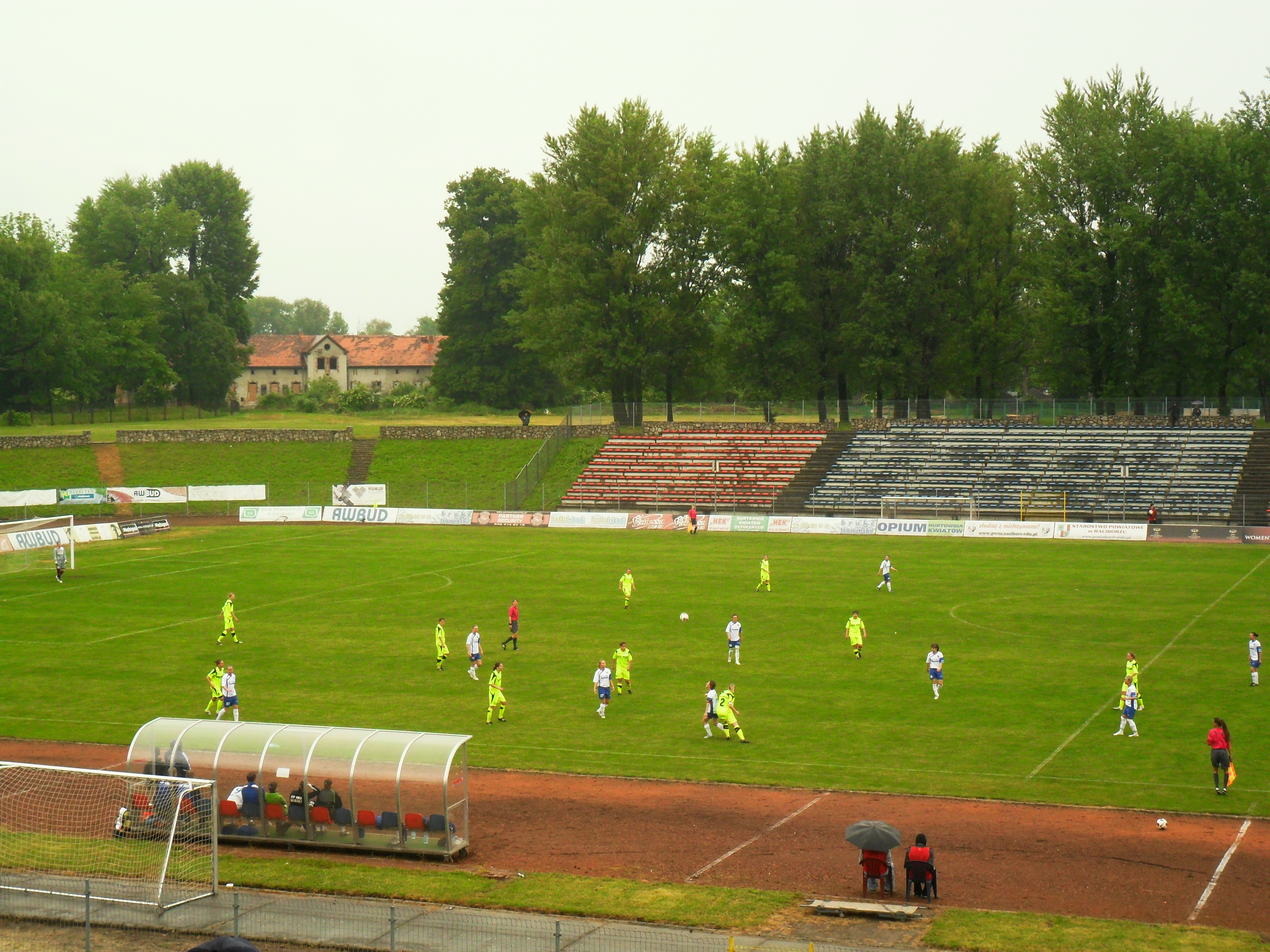
Mecz Ekstraligi 2010/2011 Unia Racibórz – AZS Biała Podlaska (3:0)

W rozegranych 11 grudnia 2010 roku w Koninie 31. halowych mistrzostwach Polski raciborzanki zdobyły srebrne medale, przegrywając w decydującym spotkaniu z Medykiem Konin 3:5. W lidze po raz trzeci z rzędu udało im się jednak zdobyć tytuł mistrza kraju. Początek sezonu 2010/2011 nie zapowiadał sukcesu, gdyż w pierwszym spotkaniu Unitki uległy na wyjeździe beniaminkowi, Pogoni Women Szczecin. Jak się jednak później okazało, była to jedyna porażka drużyny w sezonie. Mimo dobrych wyników, losy tytułu ważyły się do ostatniej kolejki, kiedy to Unia zmierzyła się na wyjeździe z Medykiem Konin. Raciborzanki miały dwa punkty przewagi w tabeli nad przeciwniczkami i do wywalczenia mistrzostwa wystarczał im remis. W bezpośrednim spotkaniu zwyciężyły jednak 3:0, strzelając wszystkie bramki w pierwszej połowie spotkania i potwierdziły tym samym swoją dominację w kraju. Po raz trzeci także piłkarce z Raciborza, tym razem Agnieszce Winczo (27 bramek w sezonie), przypadł tytuł króla strzelców rozgrywek. Unitki po raz drugi z rzędu sięgnęły również po Puchar Polski, pokonując w finale 12 czerwca na stadionie miejskim w Kutnie Pogoń Women Szczecin 2:0.
Sezon 2011/2012 RTP Unia Racibórz rozpoczęła od kwalifikacji do Ligi Mistrzów. Udział drużyny w eliminacjach był spowodowany zmianą w regulaminie UEFA, który od nowego sezonu do 1/16 finału dopuszczał bezpośrednio również wicemistrzów z ośmiu najwyżej notowanych federacji, co zepchnęło raciborski zespół w rankingu. Unia trafiła do grupy 6, wraz ze słowackim Slovanem Bratysława, fińskim PK-35 Vantaa oraz albańską Adą Velipojë. Gospodarzem turnieju eliminacyjnego grupy szóstej była drużyna z Finlandii. Spotkania odbyły się w dniach 11–16 sierpnia 2011 roku. Raciborzanki jechały z nadzieją na awans (uzyskiwał go zwycięzca grupy oraz dwa zespoły z drugich miejsc z najlepszym bilansem z zespołami z 1. i 3. miejsca). Jednak już pierwszego dnia ich szanse zostały mocno ograniczone, gdyż pomimo dobrej gry przegrały na inaugurację turnieju ze Slovanem Bratysława 0:1. Mimo tego awans wciąż był możliwy. W swym drugim spotkaniu Unitki wysoko (8:0) pokonały autsajdera grupy, Adę Velipojë. W drugiej kolejce padł także korzystny dla Unii wynik w drugim spotkaniu, w którym gospodynie pokonały Slovan Bratysława 1:0. Do awansu potrzebne więc było zwycięstwo w ostatnim spotkaniu, a wobec bardzo prawdopodobnej wygranej Slovana nad drużyną z Albanii musiała być to wygrana inna, niż w stosunku 1:0. Spotkanie z finkami miało wyrównany i emocjonujący przebieg. W 22. minucie gospodyniom udało się wyjść na prowadzenie. Bramkę dla finek zdobyła Jenae Seppälä, jednak sześć minut później, za sprawą Chinasy drużyna Unii wyrównała. Wówczas, przy stanie 1:1 Unii do awansu wystarczało strzelenie jednej bramki (wynik 2:1 dawał jej pierwsze miejsce w grupie i bezpośrednią promocję do 1/16 finału). Choć nie brakowało okazji, nie udało się strzelić drugiego gola, nawet pomimo wykluczenia jednej z zawodniczek z Vantaa (w 82. minucie Sanna Saarinen otrzymała drugą żółtą, a w konsekwencji czerwoną kartkę) oraz przedłużenia spotkania przez sędzinę o 6 minut i spotkanie ostatecznie zakończyło się remisem. W drugim spotkaniu 3. kolejki Slovan rozgromił albańską Adę Velipojë 16:0 dzięki czemu również wyprzedził w tabeli Unię, która zajęła 3. miejsce i odpadła z rozgrywek.

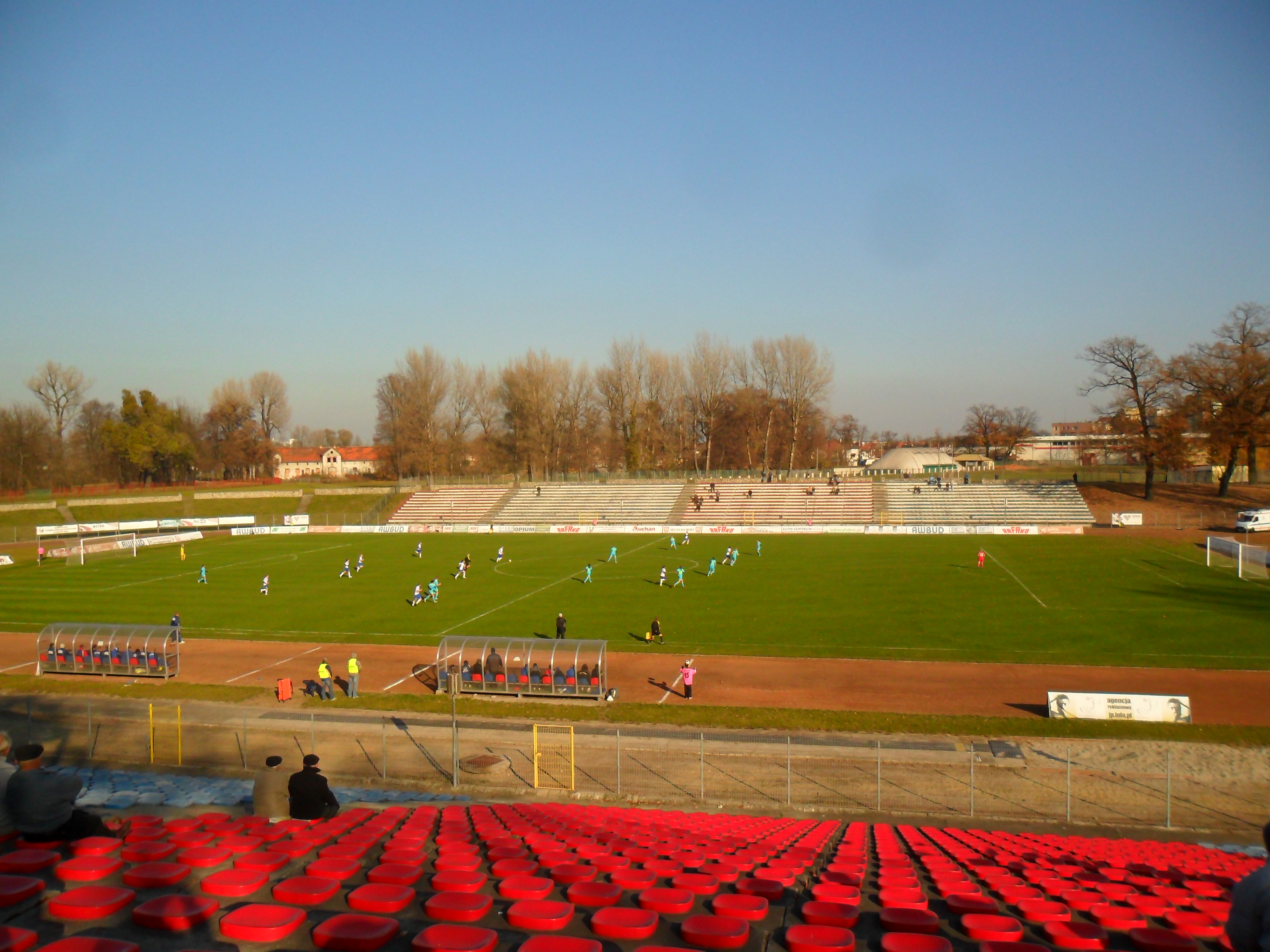
Mecz Ekstraligi 2011/2012 Unia Racibórz – AZS Wrocław (1:0)

W nowym sezonie ligowym, z powodu udziału Unii w kwalifikacjach Ligi Mistrzów przełożone zostały mecze zespołu w dwóch pierwszych kolejkach. Występy w rozgrywkach Unia rozpoczęła więc 27 sierpnia spotkaniem na własnym boisku z TS Mitechem Żywiec, które raciborzanki wygrały 7:0. Po tym meczu Remigiusz Trawiński przekazał obowiązki trenera dotychczasowemu asystentowi, Andrzejowi Jasińskiemu, samemu zapowiadając skupienie się na sprawach organizacyjnych klubu. Zapowiedział również, mimo niepowodzenia w Lidze Mistrzów, walkę o odniesienie kompletu zwycięstw w rundzie jesiennej. Nowy trener poprowadził Unię jednak tylko przez trzy spotkania. Po tym, jak w związku z podejrzeniami o korupcję z czasów, gdy był trenerem Włókniarza Kietrz został zatrzymany przez CBA, rolę szkoleniowca ponownie przejął Remigiusz Trawiński. Unii nie udało się wygrać wszystkich spotkań w rundzie jesiennej (odniosły jedną porażkę, 0:2 na wyjeździe z Medykiem Konin, pozostałe spotkania wygrały), lecz mimo to zostały mistrzyniami jesieni, choć po 9. spotkaniach miały na koncie tyle samo punktów, co drugi w tabeli Medyk Konin i trzeci Górnik Łęczna. 11 grudnia 2011 roku na turnieju w Sosnowcu Unia zdobyła trzeci tytuł halowego mistrza Polski. Na wiosnę drużyna wygrała wszystkie swoje spotkania ligowe i po raz czwarty z rzędu zdobyła tytuł mistrzyń Polski – ponownie jednak losy tytułu ważyły się do ostatniej kolejki, w której Unia podejmowała u siebie Medyk Konin. Gospodynie, choć wystarczał im remis, wygrały to spotkanie 3:1. Tytuł króla strzelców rozgrywek po raz kolejny przypadł piłkarce reprezentującej Unię, tym razem Chinasie Okoro Glorii (20 goli). Zespół po raz trzeci zdobył także Puchar Polski. W rozegranym 6 czerwca 2012 roku na stadionie Miejskim w Toruniu finale Unitki pokonały Medyk Konin, powtarzając wynik z meczu ligowego sprzed czterech dni – 3:1.

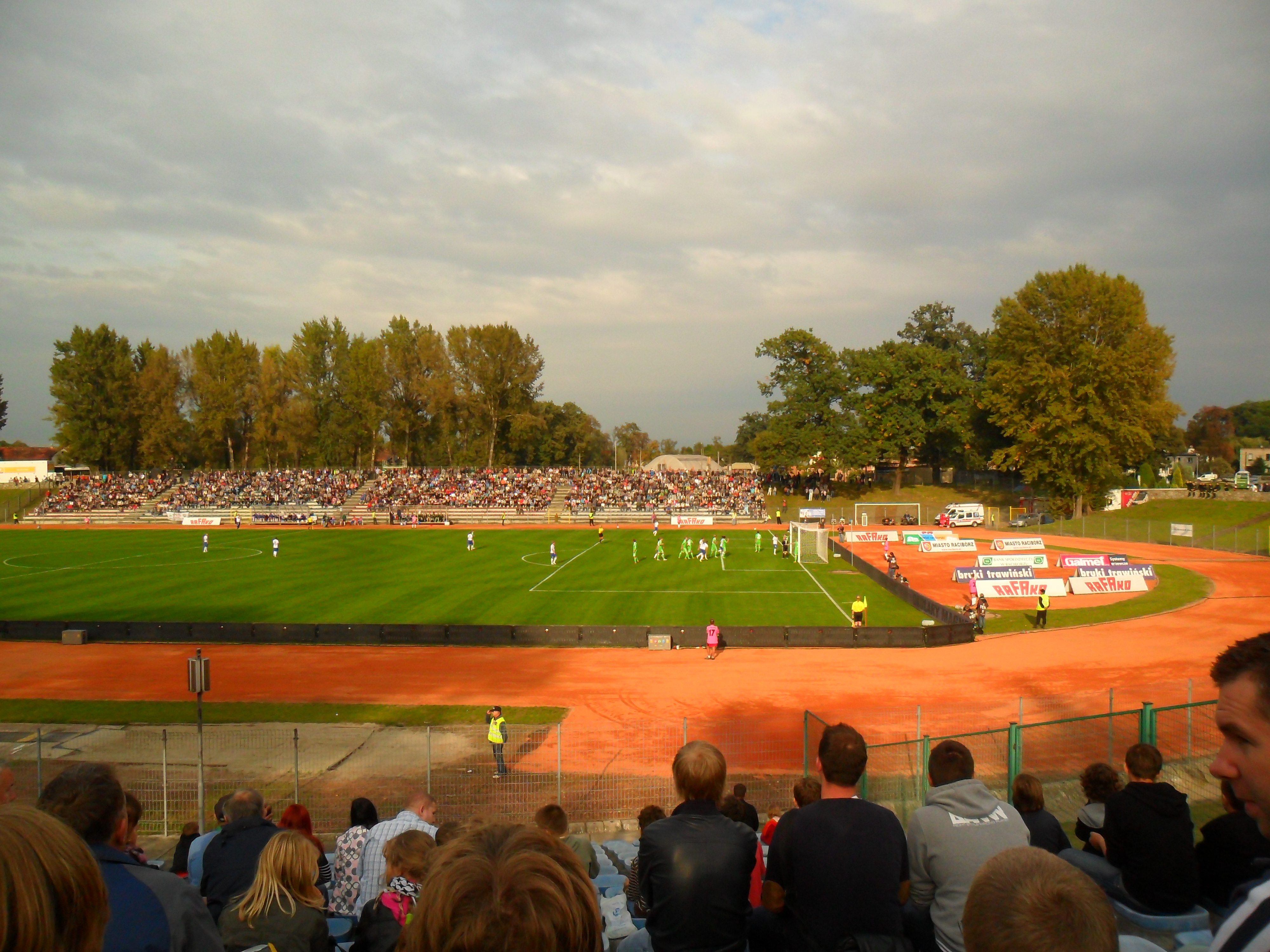
Mecz Ligi Mistrzów sezonu 2012/2013 z VfL Wolfsburg (1:5)

Sezon 2012/2013 drużyna rozpoczęła od turnieju eliminacyjnego 4. edycji kobiecej Ligi Mistrzów. Unia starała się o organizację jednego z turniejów w Raciborzu, jednak UEFA zadecydowała o wyborze innych gospodarzy. W losowaniu, które odbyło się 28 czerwca Unia (rozstawiona w pierwszym koszyku) została przydzielona do turnieju na Słowacji, którego gospodarzem był Slovan Bratysława. Oprócz mistrzyń Słowacji w grupie znalazł się również ŽFK Ekonomist Nikšić z Czarnogóry i Bobruichanka Bobruisk z Białorusi. Turniej odbył się w dniach 11–16 sierpnia. W pierwszym spotkaniu Unia zmierzyła się z gospodyniami. Mecz był rewanżem za pojedynek sprzed roku również w fazie kwalifikacyjnej, kiedy to Słowaczki wygrały z Unią 1:0. Tym razem wyraźnie lepsze były jednak raciborzanki, które wygrały 5:0. Pozostałe spotkania także zakończyły się wysokimi zwycięstwami (7:1 z Ekonomistem i 5:0 z Bobruichanką) i Unia pewnie awansowała do fazy pucharowej. Rywalem w 1/16 finału został wicemistrz Niemiec, VfL Wolfsburg (losowanie odbyło się 23 sierpnia, Unia nie była drużyną rozstawioną). Pierwszy mecz 27 września w Raciborzu zakończył się jednak porażką Unii 1:5. Spotkanie transmitowane było przez telewizję Eurosport, a z trybun mecz oglądało 5125 widzów, czym poprawiono rekord Polski we frekwencji na meczu piłki nożnej kobiet ustanowiony trzy lata wcześniej również w Raciborzu, podczas spotkania z SV Neulengbach. Rewanż w Niemczech, także transmitowany przez Eurosport zakończył się jeszcze wyższą porażką Unii 1:6 i zespół po raz trzeci pożegnał się z Ligą Mistrzów na szczeblu 1/16 finału. 9 grudnia 2012 roku po raz czwarty udało się wywalczyć halowe mistrzostwo Polski. Turniej finałowy rozegrany został w Rafako Arenie w Raciborzu. W Ekstralidze sezonu 2012/2013 po raz piąty z rzędu Unia zdobyła tytuł mistrzowski. Rundę jesienną Unitki zakończyły z bilansem ośmiu zwycięstw i jedną porażką (0:1 na wyjeździe z Pogonią Women Szczecin). Runda wiosenna rozpoczęła się jednak od niespodziewanej porażki na własnym boisku z GOSiR-em Piaseczno 1:2. W następnej kolejce Unia zremisowała 0:0 na wyjeździe z głównym kontrkandydatem do tytułu, Medykiem Konin. Oba zespoły miały wówczas po tyle samo punktów w tabeli, ale lepszym bilansem bezpośrednich spotkań dysponowały raciborzanki. Rywalizacja między tymi drużynami toczyła się ostatecznie do samego końca, a Unia zapewniła sobie tytuł pokonując w ostatniej kolejce u siebie AZS UJ Kraków 4:0. Po raz kolejny piłkarka Unii została także królową strzelczyń rozgrywek – po raz drugi z rzędu tytuł ten przypadł Chinasie Okoro Glorii, która tym razem zdobyła 18 goli. W Pucharze Polski Unitki dotarły do finału, gdzie jednak uległy na stadionie Warty Poznań Medykowi Konin 1:2 (decydująca bramka padła w doliczonym czasie gry).
Sezon 2013/2014 ponownie rozpoczął się od udziału Unii w turnieju eliminacyjnym tym razem już 5. edycji Ligi Mistrzów. Unitki trafiły do grupy E. Turniej rozegrano w Słowenii w dniach 8–13 sierpnia, a przeciwniczkami raciborzanek były kolejno: słoweński ŽNK Pomurje (wygrana Unii 3:1), albańska Ada Velipojë (7:0) i białoruska Bobrujczanka Bobrujsk (0:0). Wyniki te dały pierwsze miejsce w grupie i awans do 1/16 finału, gdzie Unia będąc po raz pierwszy w historii zespołem rozstawionym trafiła na teoretycznie słabszy Konak Belediyespor z Turcji. Pierwszy mecz w Izmirze 10 października zakończył się jednak wygraną Turczynek 2:1. W rewanżu rozegranym tydzień później w Raciborzu padł bezbramkowy remis, choć Unia miała okazje na zdobycie bramki na 1:0 (taki wynik dawałby awans raciborzankom). W ten sposób Unia po raz czwarty zakończyła rozgrywki Ligi Mistrzów na 1/16 finału (awans do 1/8 byłby historycznym osiągnięciem, gdyż wówczas żadnej polskiej drużynie nie udało się jeszcze dotrzeć tej fazy rozgrywek).
Po zakończeniu rundy jesiennej Unia zajmowała drugie miejsce w tabeli Ekstraligi, ze stratą pięciu punktów do Medyka Konin. Ostatni mecz ligowy zespół z Raciborza rozegrał 6 listopada na wyjeździe z GOSiR-em Piaseczno (wygrana Unii 5:0). Cztery dni później Unia zagrała jeszcze w Głogówku z Rolnikiem Biedrzychowice w 1/8 finału Pucharu Polski, wygrywając 5:0 i awansując do ćwierćfinału.

### Zakończenie działalności klubu
Po zakończeniu rundy jesiennej sezonu 2013/2014 na skutek problemów finansowych klub postanowił wycofać się z rozgrywek Ekstraligi kobiet. Pod koniec 2013 roku współpracę z klubem zakończył jego założyciel, wieloletni prezes i trener Remigiusz Trawiński. W ostatnich miesiącach działalności RTP Unii Racibórz jej nowy prezes Józef Teresiak, aby ratować klub, próbował jeszcze zawrzeć fuzję z Checzą Gdynia, lecz pomimo zawarcia początkowych ustaleń, ostatecznie nie doszła ona do skutku.  Upadł również pomysł dogrania do końca sezonu zespołem złożonym z juniorek. 28 listopada 2013 roku odbył się ostatni trening zespołu, a 3 marca 2014 roku Józef Teresiak ogłosił definitywne zakończenie działalności klubu.

## Zawodniczki
W klubie występowało wiele reprezentantek kraju, zarówno w kadrze seniorek, jak i w reprezentacjach juniorskich.
W reprezentacji Polski zagrały: Daria Antończyk, Natalia Chudzik, Natasza Górnicka, Agnieszka Karcz, Daria Kasperska, Paulina Kawalec, Hanna Konsek, Donata Leśnik, Dominika Maciaszczyk, Agata Mańczyńska, Marta Mika, Patrycja Pożerska, Paulina Rytwińska, Marta Sęga, Aleksandra Sosnowska, Marta Stobba, Anna Sznyrowska, Agata Tarczyńska, Agnieszka Winczo, Patrycja Wiśniewska, Anna Żelazko i Ewa Żyła. W kadrze Unii były także reprezentantki Słowacji (Ivana Bojdová i Katarína Ištóková), Gwinei Równikowej (Chinasa Okoro Gloria) oraz Chorwacji (Iva Landeka i Leonarda Balog).

### Kadra na sezon 2012/2013
W kadrze Unii na sezon 2012/2013 znajdowało się 21 zawodniczek:
| Nr | Poz. | Piłkarz              |
| -- | ---- | -------------------- |
|    | BR   | Daria Antończyk      |
|    | BR   | Marlena Janeczek     |
|    | BR   | Dorota Wilk          |
|    | OB   | Katarzyna Krupa      |
|    | OB   | Marta Mika           |
|    | OB   | Aleksandra Sosnowska |
|    | OB   | Alicja Pawlak        |
|    | OB   | Natasza Górnicka     |
|    | OB   | Donata Leśnik        |
|    | PO   | Ivana Bojdová        |
|    | PO   | Patrycja Pożerska    |

| Nr | Poz. | Piłkarz              |
| -- | ---- | -------------------- |
|    | PO   | Katarína Ištóková    |
|    | PO   | Agata Tarczyńska     |
|    | PO   | Natalia Chudzik      |
|    | PO   | Karolina Wieczorek   |
|    | PO   | Dominika Sýkorová    |
|    | NA   | Hanna Konsek         |
|    | NA   | Patrycja Wiśniewska  |
|    | NA   | Anna Żelazko         |
|    | NA   | Chinasa Okoro Gloria |
|    | NA   | Dżesika Jaszek       |

## Zespoły
Oprócz pierwszego zespołu Unia miała drużynę rezerw (RTP Unia II Racibórz), występującą od sezonu 2009/2010 w oficjalnych rozgrywkach ligowych. Grała ona na zapleczu Ekstraligi (I liga, grupa wschodnia). W klubie była także kadra juniorek. Unitki brały też udział w halowych mistrzostwach Polski, gdzie czterokrotnie (2008, 2009, 2011 i 2012) zdobyły tytuł mistrza kraju.

## Struktury
- Trenerzy:

Trener: Remigiusz Trawiński – trener, prezes oraz sponsor klubu (jest on właścicielem firmy Bruki Trawiński, głównego sponsora klubu)
Drugi trener: Andrzej Jasiński – były zawodnik m.in. Odry Wodzisław i Rakowa Częstochowa, z którymi występował w Ekstraklasie
Trener odnowy biologicznej: Zbysław Szczepański – były zawodnik Unii Racibórz
- Zarząd[112]:

Prezes: Remigiusz Trawiński (2000–2013), następnie Józef Teresiak (2013, do rozwiązania klubu)
Wiceprezes: Norbert Mika
Sekretarz: Adam Mużelak – obrońca Unii Racibórz
Członkowie: Stanisław Gamrot (lekarz klubowy), Magdalena Gonsior i Leszek Zając (były bramkarz Unii Racibórz)
- Inni pracownicy:

Dyrektor klubu: Józef Teresiak – były trener męskiego zespołu Unii, działacz sportowy (w roku 2013 objął funkcję prezesa).
Lekarz klubowy: Stanisław Gamrot – ordynator oddziału chirurgicznego w raciborskim szpitalu
Masażysta: Marcin Bartyzel
Pracownik administracyjno-biurowy: Lucyna Zając

## Stadiony

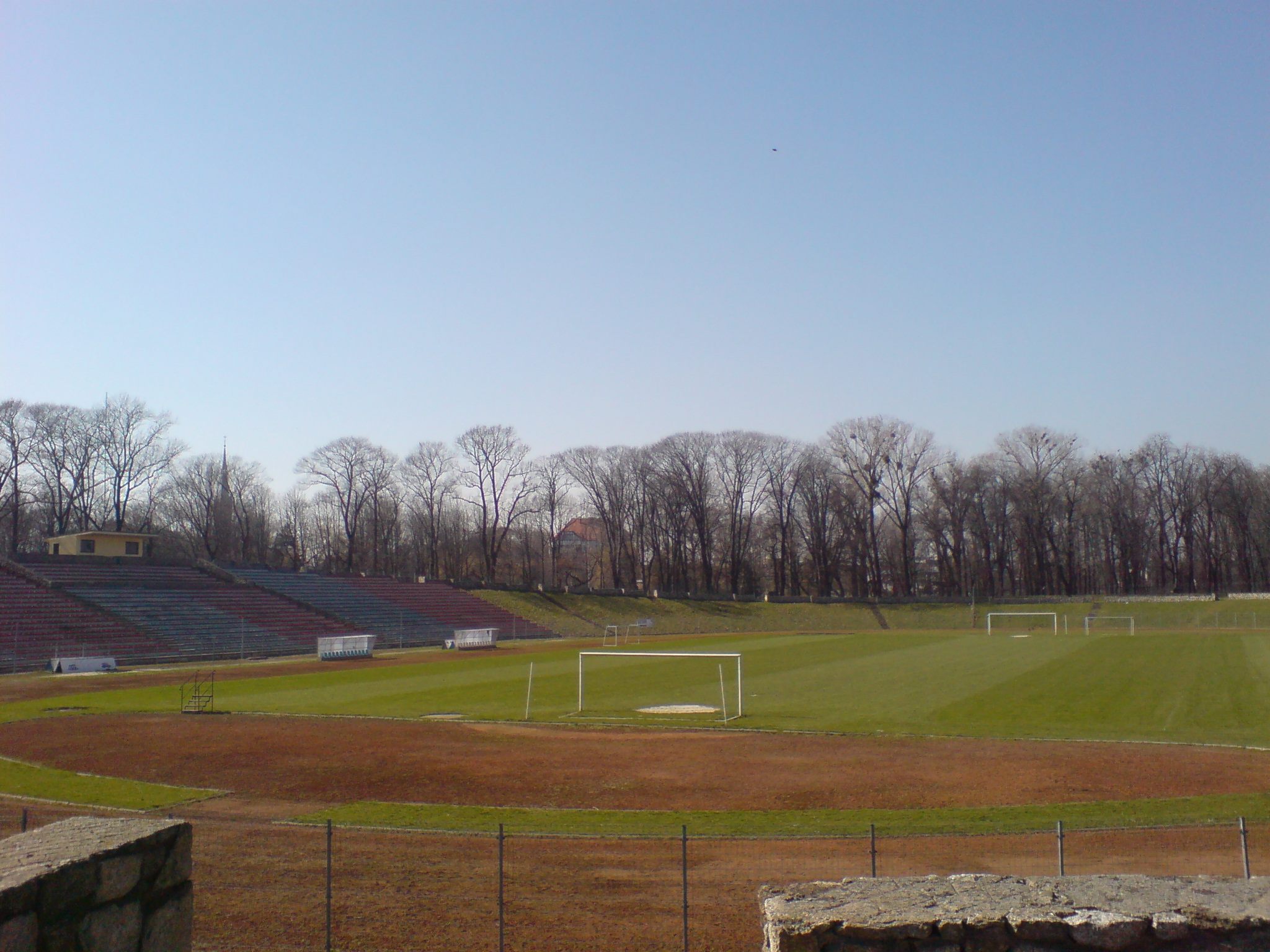
Stadion OSiR-u

Do roku 2009 Unia swoje mecze ligowe rozgrywała na obiekcie przy ul. Srebrnej 12. Stadion ten może pomieścić około 2500 widzów (w tym 1000 miejsc siedzących, 500 pod dachem). Jest to obiekt typowo piłkarski, na którym swoje mecze rozgrywa także męska drużyna.
Od sezonu 2009/2010, po zdobyciu mistrzostwa kraju Unitki przeniosły się na zdecydowanie większy stadion OSiR-u. Pojemność otwartego w 1972 roku stadionu w przeszłości wynosiła 30 tys. kibiców, jednak po remoncie po powodzi w 1997 roku i zamianie ławek na plastikowe krzesełka oraz likwidacji trybun na łukach została zredukowana do 10 tys. (w tym 6 tys. miejsc siedzących). Jest to obiekt wielofunkcyjny, wokół boiska znajduje się także bieżnia lekkoatletyczna. Obiekt, po drobnych modernizacjach spełnia obecnie normy UEFA do organizowania spotkań kobiecych reprezentacji narodowych oraz kobiecej Ligi Mistrzów.